# Canal de Wharton

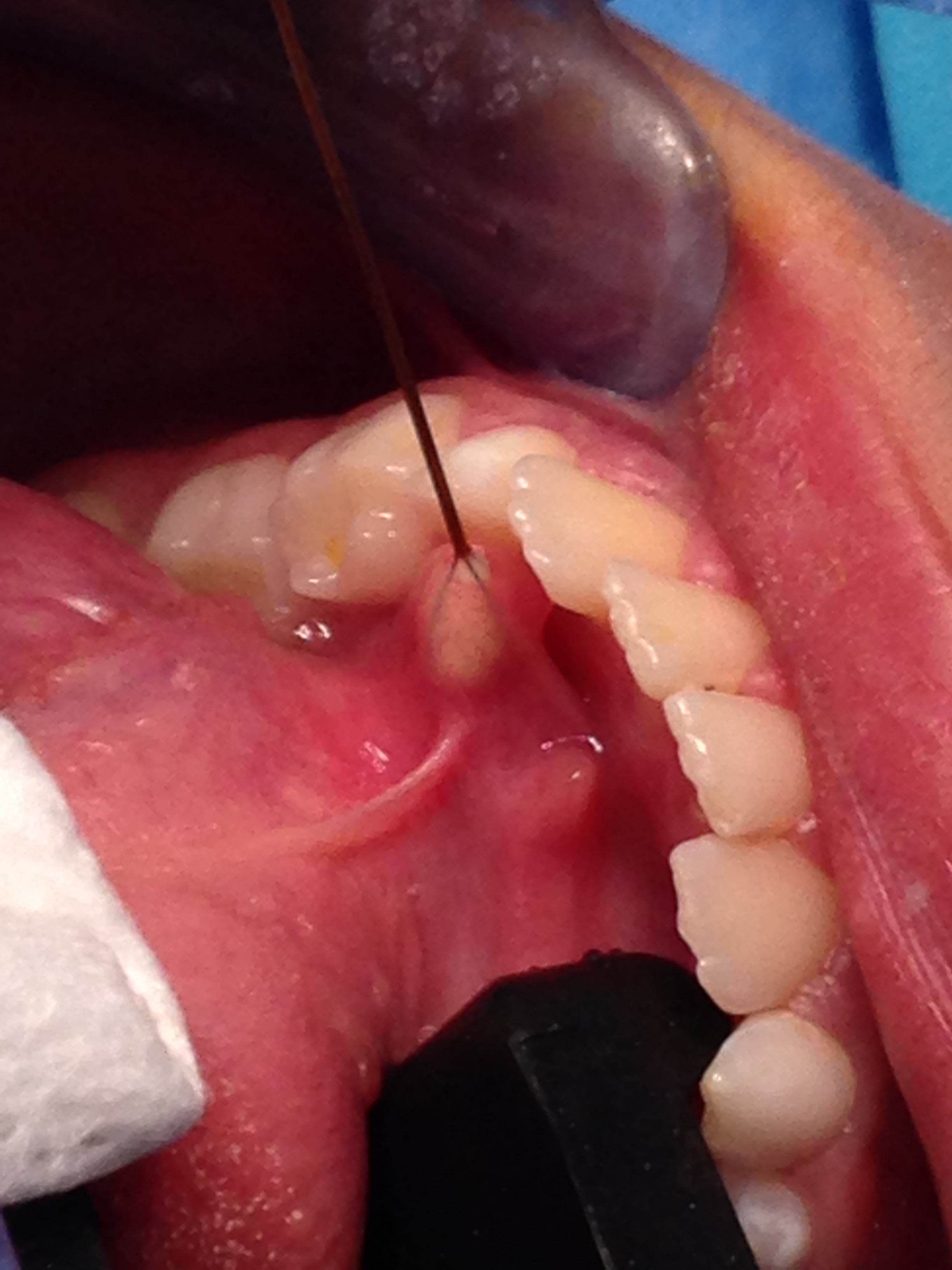
Extraction d'une lithiase salivaire du canal de Wharton.

Le canal de Wharton, est le canal d'évacuation de la salive produite par la glande submandibulaire. Il mesure 4/5 cm de long et 2/3mm de diamètre. Il se termine en s'ouvrant latéralement dans la cavité buccale à la base du frein de la langue, au sommet d'une papille saillante : caroncule sublinguale, mobile et mobilisée par les mouvements de la langue. Ce canal est constitué d'un épithélium bi-stratifié. 
Le canal de Wharton traverse la loge sublinguale, où il est en rapport étroit avec le nerf lingual qu'il surcroise de dedans en dehors. La ligature du canal de Wharton lèse parfois ce nerf, entraînant une perte de sensibilité et de goût sur les 2/3 antérieurs de la langue.
Il a été décrit par l'anatomiste anglais Thomas Wharton en 1656.